# Tecate (Baja California)
Tecate is een stad in de Mexicaanse staat Baja California. De plaats heeft 59.124 inwoners (census 2005) en is de hoofdplaats van de gemeente Tecate. De stad is onderdeel van de agglomeratie San Diego-Tijuana.
De stad werd gesticht in 1861. Tecate ligt aan de grens met de Verenigde Staten en is vooral bekend om het gelijknamige bier.